# Арапірака (мікрорегіон)

Арапірака на карті штату Алагоас

Арапірака (порт. Microrregião de Arapiraca) — мікрорегіон в Бразилії, входить в штат Алагоас. Складова частина мезорегіону Сільськогосподарський район штату Алагоас. Населення становить 396 816 осіб на 2003 рік. Займає площу 2 429 км². Густота населення — 163,4 ос./км².

## Склад мікрорегіону
До складу мікрорегіону включені наступні муніципалітети:
1. Арапірака
2. Кампу-Гранді
3. Койте-ду-Ноя
4. Країбас
5. Фейра-Гранді
6. Жирау-ду-Понсіану
7. Лагоа-да-Каноа
8. Лімуейру-ді-Анадія
9. Сан-Себастьян
10. Такарана

| Бразилія | Це незавершена стаття з географії Бразилії. Ви можете допомогти проєкту, виправивши або дописавши її. |